# Стродс, Хенрик
Хенрик Стродс (латыш. Heinrihs Strods; 20 апреля 1925, Двиетская волость — 14 апреля 2012, Рига) — советский и латвийский учёный. Кавалер Ордена Трех звезд. Доктор исторических наук, эмеритированный профессор Латвийского университета. Почетный член АН Латвии. Был руководителем научно-исследовательской группы Музея оккупации Латвии. Был членом российско-латвийской комиссии историков, членом Латвийской исторической комиссии.
Похоронен на Лесном кладбище.

## Публикации и книги
Автор более 800 публикаций и 20 книг.
- «PSRS politiskā cenzūra Latvijā»
- «Sēlija senāk un tagad»

## Сотрудничество с КГБ
20 декабря 2018 года Национальный архив Латвии опубликовал часть ранее засекреченных документов КГБ Латвийской ССР. В числе агентов КГБ значится зам. директора музея истории Латвийской ССР (позже — руководитель сектора археологии и этнографии АН Латвийской ССР) Стродс Генрихс Петрович, завербованный 22 марта 1957 года сотрудником 2 отдела (внутренняя контрразведка и безопасность). Оперативный псевдоним учёного был «Виестурс». На момент публикации в документах архива не раскрывались обстоятельства вербовки и степень реального сотрудничества со спецслужбой.